# Evil
Evil is een Amerikaanse horror-dramaserie uit 2019 bedacht door Richard en Michelle King en gemaakt door CBS. De hoofdrollen worden vertolkt door Katja Herbers, Mike Colter en Aasif Mandvi die bovennatuurlijke verschijnselen onderzoeken.

## Rolverdeling
- Katja Herbers als Kristen Bouchard, een zelfstandig forensisch psychologe die door Acosta wordt ingehuurd om te bepalen of iemand bezeten of geestesgestoord is.
- Mike Colter als David Acosta, een katholiek priester in opleiding die meldingen van wonderen en demonen onderzoekt en beslist of bijvoorbeeld een uitdrijving moet gebeuren.
- Aasif Mandvi als Ben Shakir, een technisch expert die de rol van advocaat van de duivel speelt door te proberen ogenschijnlijk bovennatuurlijke fenomenen rationeel te verklaren.
- Michael Emerson als Leland Townsend, Kristens conculega die anderen probeert aan te zetten tot slechte daden.
- Maddy Crocco, Brooklyn Shuck, Skylar Gray en Dalya Knapp als Lexis, Lynn, Lila en Laura Bouchard, Kristens dochtertjes.
- Christine Lahti als Sheryl Luria, Kristens moeder
- Marti Matulis en Euan Mortan als George en Georges stem, de demon die in Kristens dromen verschijnt. Matulis vertolkt ook andere demonen in verschillende afleveringen.
- Kurt Fuller als dr. Kurt Boggs, Kristens psychiater
- Ashley Edner en Ciara Renée als Abbey en Abbeys stem (2e seizoen), een succubus die in Bens dromen verschijnt.
- Andrea Martin als zuster Andrea (3e seizoen), een non die Acosta advies geeft.

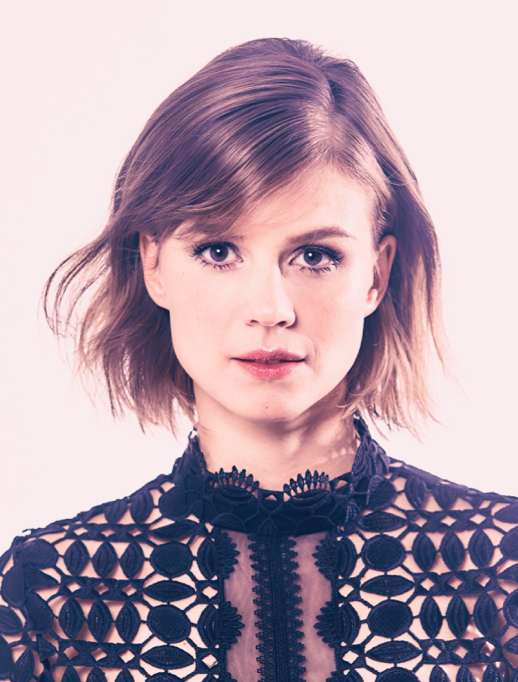
Katja Herbers
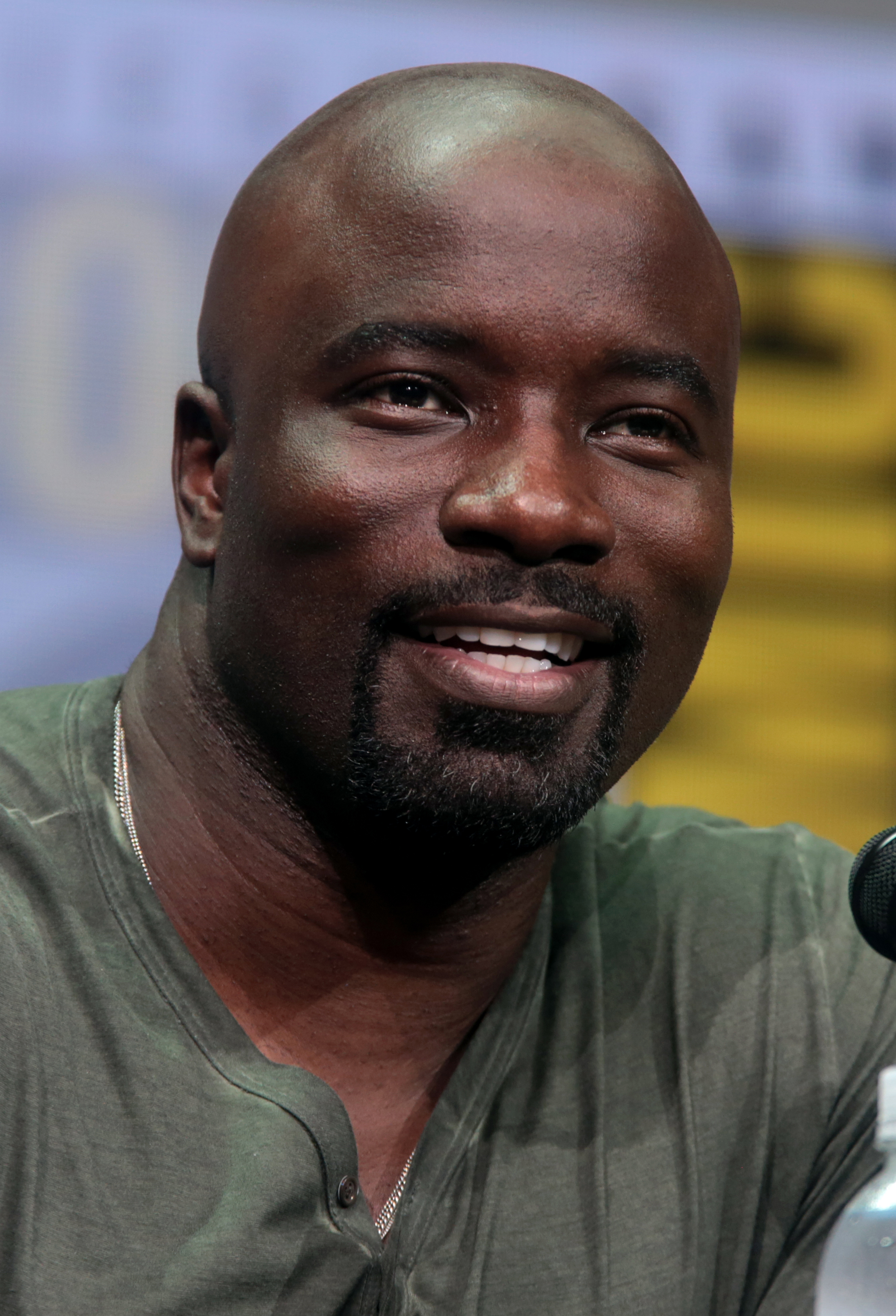
Mike Colter
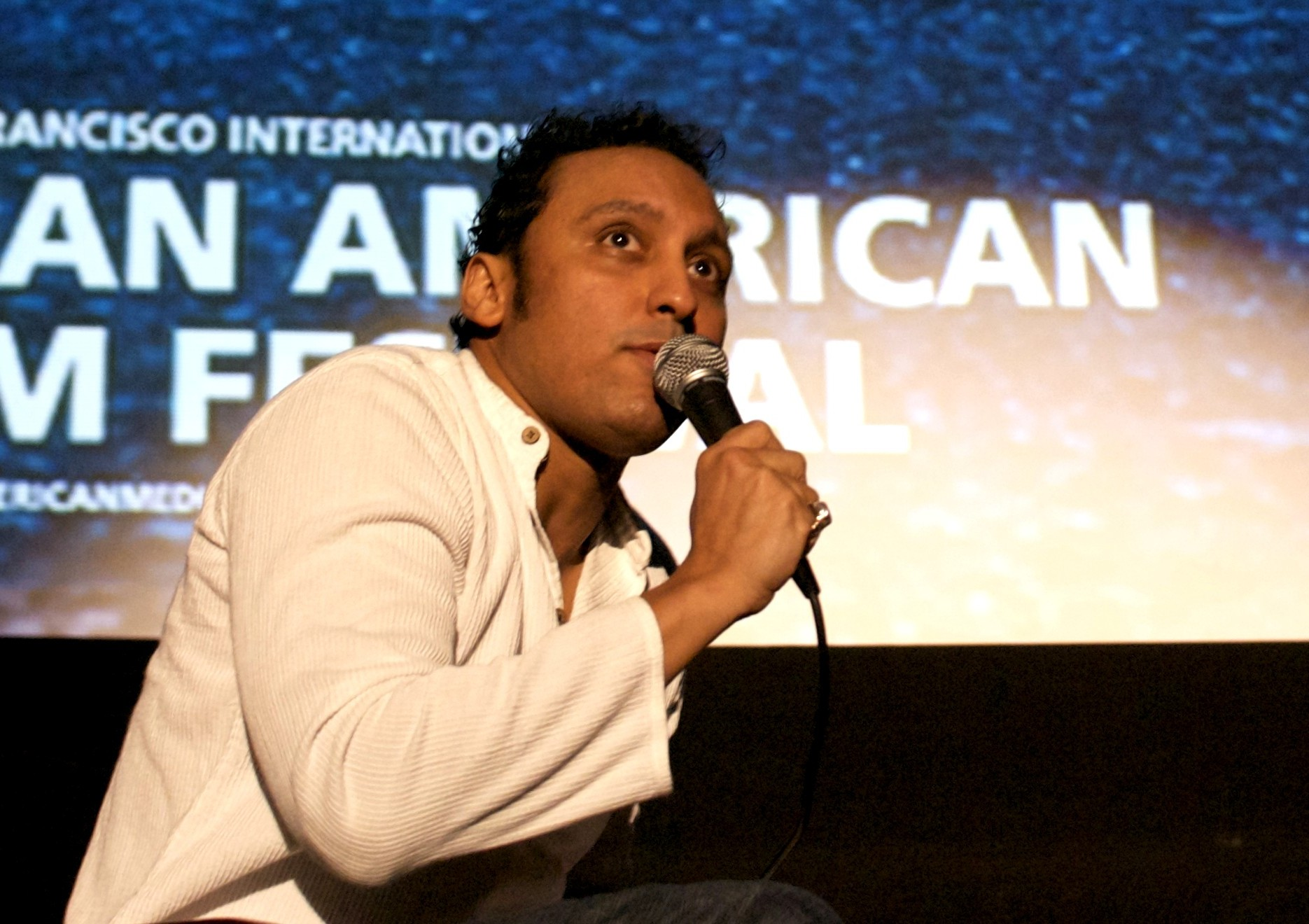
Aasif Mandvi

## Afleveringen

### Seizoen 1
1. Genesis 1
2. 177 Minutes
3. Stars
4. Rose390
5. October 31
6. Let x = 9
7. Vatican III
8. 2 Fathers
9. Exorcism Part 2
10. 7 Swans a Singin`
11. Room 320
12. Justice x 2
13. Book 27

### Seizoen 2
1. N Is for Night Terrors
2. A Is for Angel
3. F Is for Fire
4. E Is for Elevator
5. Z Is for Zombies
6. C Is for Cop
7. S Is for Silence
8. B Is for Brain
9. U Is for U.F.O.
10. O Is for Ovaphobia
11. I Is for IRS
12. D Is for Doll
13. C Is for Cannibal

### Seizoen 3
1. The Demon of Death
2. The Demon of Memes
3. The Demon of Sex
4. The Demon of the Road
5. The Angel of Warning
6. The Demon of Algorithms
7. The Demon of Cults
8. The Demon of Parenthood
9. The Demon of Money
10. The Demon of the End

### Seizoen 4
1. How to Split an Atom
2. How to Train a Dog
3. How to Slaughter a Pig
4. How to Build a Coffin
5. How to Fly an Airplane
6. How to Dance in Three Easy Steps
7. How to Dress a Wound
8. How to Save a Life
9. How to Build a Chatbot
10. How to Survive a Storm
11. Fear of the Future
12. Fear of the Other
13. Fear of the Unholy
14. Fear of the End

## Uitgave en ontvangst
In januari 2019 bestelde CBS een proefaflevering van de serie en in mei dat jaar werd het eerste seizoen besteld. De eerste aflevering werd op 26 september 2019 uitgezonden in de Verenigde Staten. Een maand later werd een tweede seizoen besteld. In mei 2021 werden de serie doorgeschoven naar Paramount+, een streamingdienst binnen de groep. In juli 2021 bestelde die een derde seizoen en het jaar daarop een vierde.
In Nederland startte Evil in september 2020 op Net5. In Vlaanderen begon Play6 de serie uit te zenden in augustus 2022.
Evil werd erg goed ontvangen door publiek en critici. Bij IMDb heeft het een score van 7,7 op tien. Bij Rotten Tomatoes geven de critici 95 procent en het publiek 83 procent. Bij Metacritic wordt 82 procent behaald.
Evil werd vier keer genomineerd bij de 1e Critics Choice Super Awards, als beste horrorserie, beste acteur in een horrorserie (Colter en Emerson) en beste actrice in een horrorserie (Herbers).